# NGC 511

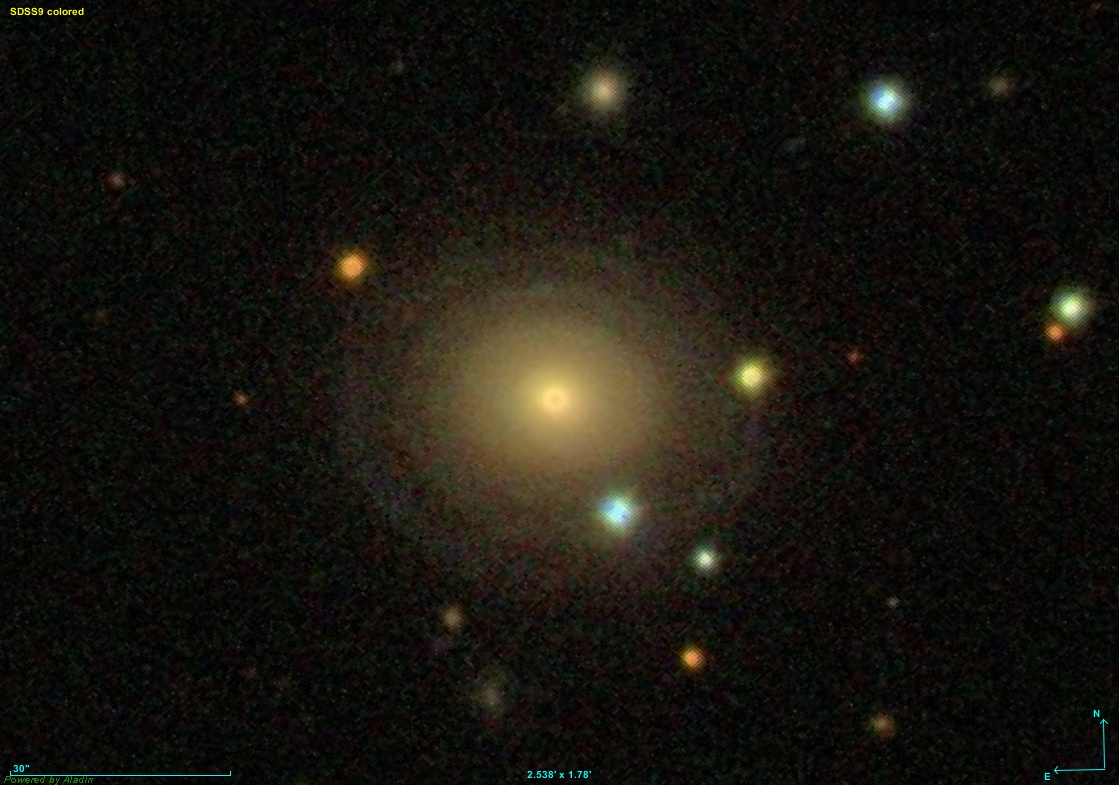
NGC 511 contient plusieurs anneaux concentriques.

NGC 511 est une vaste et lointaine galaxie lenticulaire située dans la constellation des Poissons. NGC 511 a été découverte par l'astronome français Édouard Stephan en 1876.

## Caractéristiques
Sa vitesse par rapport au fond diffus cosmologique est de 10 870 ± 36 km/s, ce qui correspond à une distance de Hubble de 160 ± 11 Mpc (∼522 millions d'al).